# 卡皮托尔希尔
卡皮托尔希尔（英語：Capitol Hill），也译作国会山（有时拼作“Capital Hill”，以前在美国海军管理之下的时候，称作“Army Hill”）是北马里亚纳群岛的塞班岛的一个居民点，人口刚好超过1000。从1962年开始，它一直是北马里亚纳群岛的行政中心。它位于连接塔纳帕格和圣文森特的环岛路之间。
卡皮托尔希尔由中央情报局始建于1948年，当时是作为一个训练中华民国游击战人员的隐秘基地。